# Herrnbaumgarten
Herrnbaumgarten osztrák mezőváros Alsó-Ausztria Mistelbachi járásában. 2021 januárjában 946 lakosa volt. 

## Elhelyezkedése

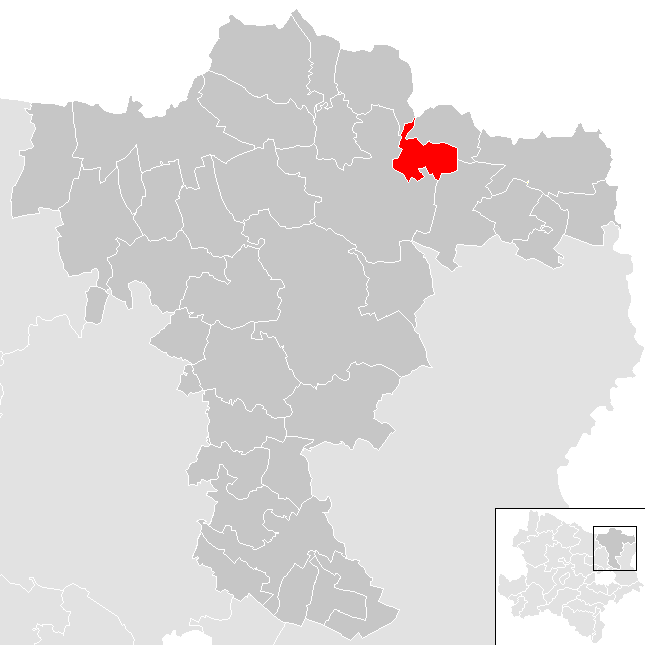
Herrnbaumgarten a Mistelbachi járásban

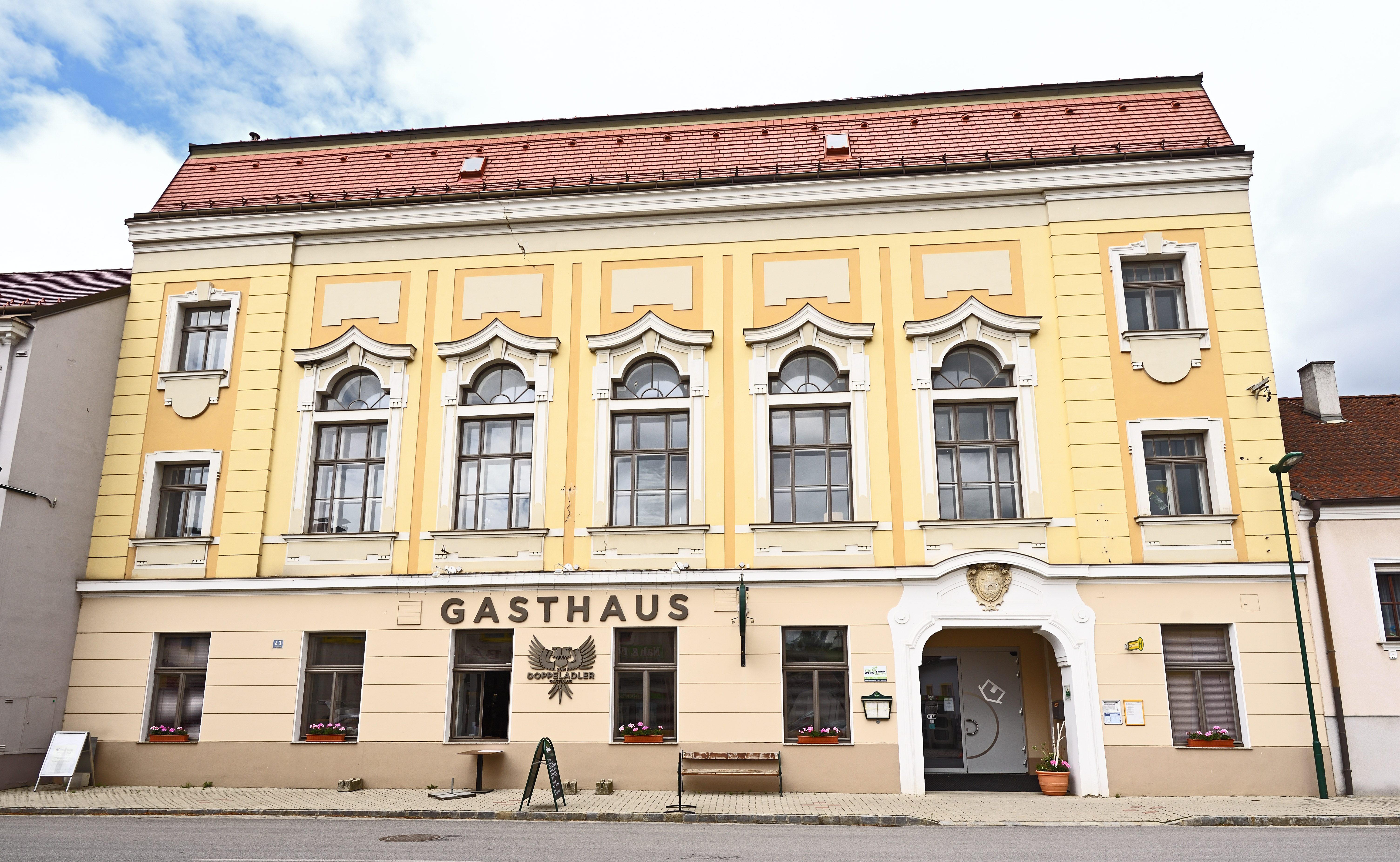
A Kétfejű Sas fogadó

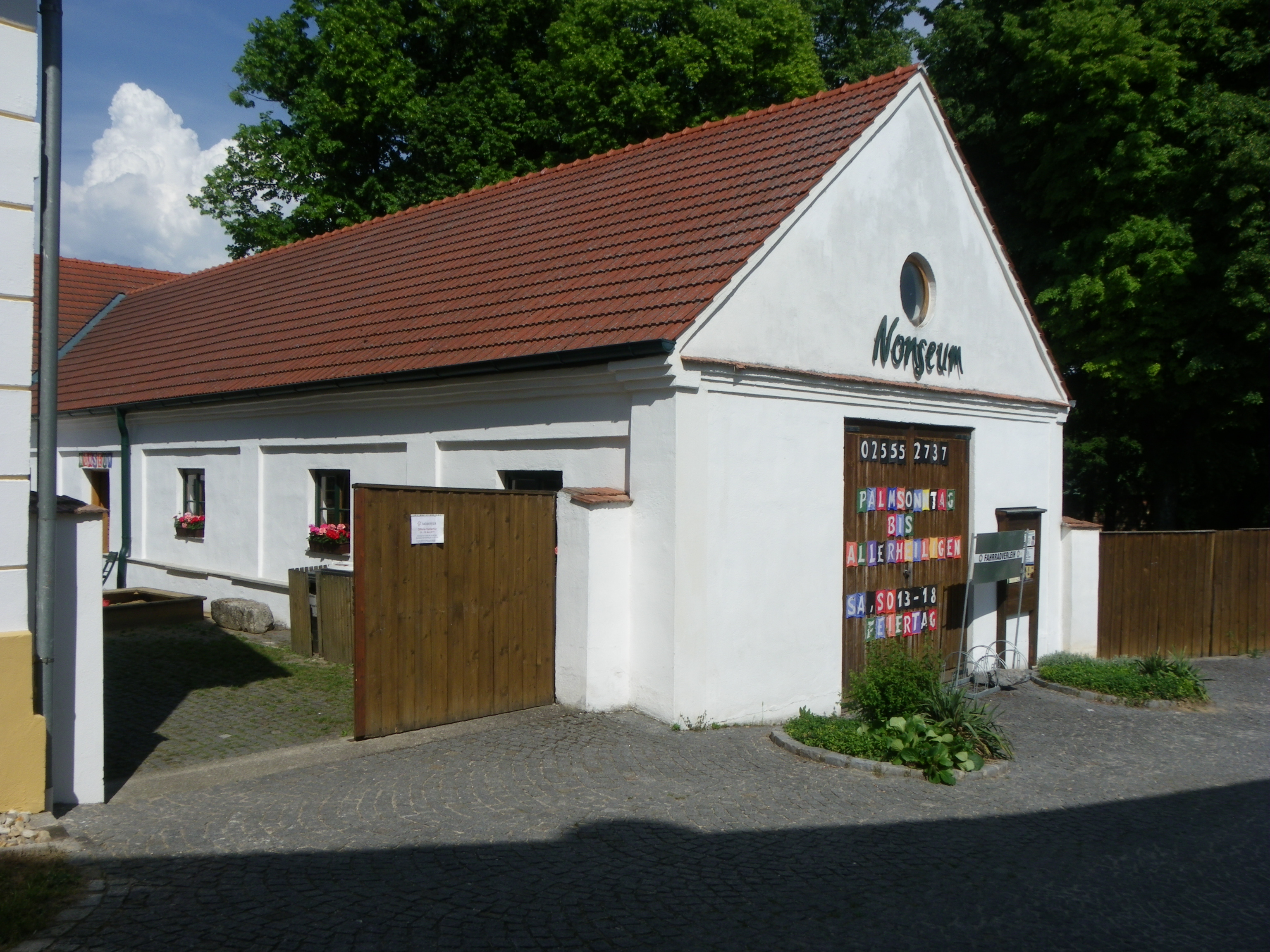
A Nonseum

Herrnbaumgarten a tartomány Weinviertel régiójában fekszik a Weinvierteli-dombságon, a Herrnbaungartner Graben patak mentén, a cseh határnál. Területének 12,9%-a erdő, 48,6% áll mezőgazdasági művelés alatt. Az önkormányzathoz egyetlen település és katasztrális község tartozik. 
A környező önkormányzatok: északkeletre Schrattenberg, délkeletre Großkrut, délnyugatra Poysdorf, északnyugatra Drasenhofen, északra Valtice (Csehország).

## Története
A települést először III. Henrik császár 1056-os, passaui apátságnak adott adománylevelében említik. A 12. században  Baumgarten család épített itt várat, amelyet a 16. században megvásároltak a Liechtensteinek. 1619-ben a harmincéves háború elején a cseh Thurn gróffal együttműködő Bethlen Gábor erdélyi fejedelem felprédálta a katolikus Liechtensteinek birtokait, többek között Herrnbaumgartent is. A következő évre császári csapatokat telepítettek a faluba, 1634-ben pedig szintén császáriak vonultak keresztül, mindkét alkalommal élelmiszert rekvirálva. 1645-ben a svéd Torstennson vonult Bécsnek, de miután a várost nem tudta bevenni, Mistelbachban ütött tábort és a környező falvakat fosztogatta, sokhelyütt a lakosságot is lemészárolták.  
Az 1866-os osztrák-porosz háborúban a königgrätzi csatát követően poroszok szállták meg a községet, volt hogy több ezren is. Egyes házakba hatvan katonát is beszállásoltak. A poroszok szintén rekviráltak; a feljegyzések szerint 35 tehenet, 189 akó bort és 392 mérő zabot vittek el. A sereggel jött a kolera is, amelynek 45 herrnbaumgarteni esett áldozatul. 
Az első világháborúban 518 helybeli harcolt; közülük 95-en estek el. 
1943-ban a szétbombázott Rajna-vidéki településekről 55 főt szállásoltak el Herrnbaumgartenben. Őket később bánáti német menekültek váltották. 1945 áprilisában a szovjet légierő kétszer bombázta a falut, illetve a felderítő repülőgépek géppuskázták a mezőkön dolgozó lakosságot; ezek következtében heten meghaltak. A Vörös Hadsereg április 21-én ellenállás nélkül foglalta el a települést. A szovjet katonák két német katonaszökevényt kémekként agyonlőttek, felgyújtottak egy házat ahol egy szovjet katona holttestére bukkantak és elvitték a ló- és tehénállomány több mint 90%-át. A második világháborúban 142 herrnbaumgarteni esett el vagy tűnt el. 

## Lakosság
A hernnbaumgarteni önkormányzat területén 2020 januárjában 946 fő élt. A lakosságszám 1910-ben érte el csúcspontját 2050 fővel, azóta csökkenő tendenciát mutat. 2018-ban az ittlakók 93,1%-a volt osztrák állampolgár; a külföldiek közül 0,9% a régi (2004 előtti), 3,3% az új EU-tagállamokból érkezett. 2% az egykori Jugoszlávia (Szlovénia és Horvátország nélkül) vagy Törökország, 0,6% egyéb országok polgára volt. 2001-ben a lakosok 92,9%-a római katolikusnak, 1,9% evangélikusnak, 2,1% mohamedánnak, 2,6% pedig felekezeten kívülinek vallotta magát. Ugyanekkor egy magyar élt a mezővárosban; a legnagyobb nemzetiségi csoportot a németeken (96,3%) kívül a szerbek alkották 1,3%-kal. 
A népesség változása:

| 2016 | 944 |
| 2018 | 943 |

## Látnivalók
- a Szeplőtelen fogantatás-plébániatemplom
- az 1929-ben épült Kétfejű Sas fogadó
- a Nonseum, az értelmetlen találmányok múzeuma
- a falumúzeum
- a konyhamúzeum
- a mozimúzeum

## Fordítás
- Ez a szócikk részben vagy egészben  a   Herrnbaumgarten című német Wikipédia-szócikk ezen változatának fordításán alapul.  Az eredeti cikk szerkesztőit annak laptörténete sorolja fel. Ez a jelzés csupán a megfogalmazás eredetét és a szerzői jogokat jelzi, nem szolgál a cikkben szereplő információk forrásmegjelöléseként.